# Heriberto Araújo
Heriberto Araújo Rodriguez (* 1983 in Barcelona, Königreich Spanien) ist ein spanischer Journalist und Autor.

## Leben
Araújo ist seit 2007 in Peking als Korrespondent tätig, zuerst für die französische Nachrichtenagentur Agence France-Presse (AFP) und derzeit (2015) für die mexikanische Nachrichtenagentur Notimex.
Das von Araújo zusammen mit Juan Pablo Cardenal 2011 in Spanien veröffentlichte Buch La silenciosa conquista china (Die stille Erobererin China) wurde erst 2014 in deutscher Sprache mit dem Titel Der große Beutezug – Chinas stille Armee erobert den Westen veröffentlicht. Die Verfasser haben von 2009 an zwei Jahre lang in 25 Ländern, davon vielen Entwicklungsländern, das wirtschaftliche Verhalten von Chinesen und chinesischen Firmen beobachtet, das sie in ihrem Buch beschreiben.
In einem weiteren Buch aus dem Jahre 2013 El imperio invisible sind die Verfasser auf die chinesische Präsenz in Europa und in den Vereinigten Staaten eingegangen.

## Veröffentlichungen
- mit Juan Pablo Cardenal: La silenciosa conquista china. Memoria Crítica, Grupo Planeta, Barcelona 2011, ISBN 978-84-9892-626-2.
  - deutsch: Der große Beutezug – Chinas stille Armee erobert den Westen. Hanser, München 2014, ISBN 978-3-446-43871-2.[1]
- mit Juan Pablo Cardenal: El imperio invisible. Memoria Crítica, Grupo Planeta, Barcelona 2013, ISBN 978-84-9892-626-2.